# Educación laica

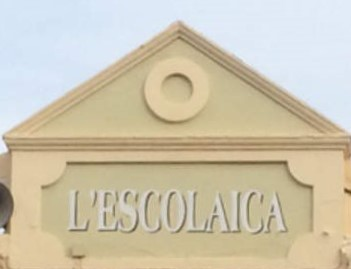
Frontispicio de L'Escolaica, la escuela laica de Cullera (Valencia).

Se define como  educación laica todo sistema educativo formal que no posee elementos de naturaleza religiosa. En general, este tipo de educación es provisto por los Estados, y está dirigido a la sociedad en su conjunto, de manera que sea compatible con poblaciones que pueden alojar personas, familias y grupos con un rango muy diverso de creencias religiosas y libre de culto o sin adscribirse directamente a religión alguna.
Sin embargo, el hecho de que la educación sea laica no necesariamente implica que la educación sea contraria a ciertos valores religiosos ni que defienda una postura agnóstica o incluso atea. La educación laica no participa de estos debates ni cuestiona las religiones, y se concentra en capacitar y transmitir conocimientos sin incluir una  interpretación religiosa de los mismos.
La educación laica busca que los contenidos educativos estén basados en los resultados de la ciencia y la reflexión humana, y no en las creencias. Por ello, busca un enfoque basado en la libertad y no en el dogma. En este sentido, la educación laica se puede definir como una educación independiente de religiones y creencias.
Es de notar que en Estados confesionales o en Estados que se adscriben a una determinada religión o a ciertas creencias religiosas, desde el Estado el servicio educativo que se provee muchas veces es de naturaleza confesional, es decir, además de contenidos educativos y de conocimientos cotidianos tales como leer, escribir o conocimientos de matemáticas, busca transmitir ciertos contenidos y creencias religiosas.[cita requerida]